# Anne-Marie Pisani
Pour les articles homonymes, voir Pisani.
Vous pouvez aider à l'améliorer ou bien discuter des problèmes sur sa page de discussion.
- Il ne cite pas suffisamment ses sources. Vous pouvez indiquer les passages à sourcer avec {{référence nécessaire}} ou {{Référence souhaitée}}, et inclure les références utiles en les liant aux notes de bas de page. (Marqué depuis avril 2024)
- Certaines informations devraient être mieux reliées aux sources mentionnées dans la bibliographie ou les liens externes. Améliorez sa vérifiabilité en les associant par des références. (Marqué depuis avril 2024)

- Archive Wikiwix
- Bing
- Cairn
- DuckDuckGo
- E. Universalis
- Gallica
- Google
- G. Books
- G. News
- G. Scholar
- Persée
- Qwant
- (zh) Baidu
- (ru) Yandex
- (wd) trouver des œuvres sur Wikidata

Anne-Marie Pisani est une actrice et chanteuse française.

## Biographie
Elle fréquente, une fois arrivée à Paris, les cours Simon et Dullin et fait un stage au cours Florent.
Elle apparaît au cinéma dans des rôles variés tels que Mme Sheaffer dans Le Mari de la coiffeuse de Patrice Leconte, La Mouquette dans Germinal de Claude Berri, Razaïka dans Boris Godounov d'Andrzej Żuławski ou encore Mme  Tapioca dans Delicatessen de Jean-Pierre Jeunet et Marc Caro.
Elle chante les Berceuses de Gabriel Fauré dans Camille Claudel,  Elle joue dans le clip d'Alizée Moi... Lolita réalisé par Laurent Boutonnat, puis on la retrouve au cinéma dans Le Baiser de l'ours (Bear's Kiss) de Sergeï Bodrov.

## Théâtre
- La Sélection française de Dominique Ladoge
- Divisé par deux de James Thor
- L'Enfant gâté de Pierre Larry
- Dossier Disparus de Fred Demont : l'infirmière
- Une fille sur un pont de Pierre Joassin
- De l'histoire ancienne d'Orso Miret (prix Jean-Vigo)

## Filmographie

### Cinéma
- 1982 : Nestor Burma, détective de choc
- 1983 : Les Veufs : la patronne du restaurant
- 1984 : L'Argent de Jacques Rouffio : la camériste
- 1987 : Tandem de Patrice Leconte : la propriétaire de l'hôtel des Grands Hommes
- 1988 : Le Complot d'Agnieszka Holland
- 1988 : Camille Claudel de Bruno Nuytten : la cantatrice
- 1989 : La Vouivre de Georges Wilson : Émilie
- 1989 : Pentimento de Tonie Marshall : Évelyne
- 1989 : Boris Godounov d'Andrzej Żuławski : Razaïka l'aubergiste
- 1989 : Adrénaline : la fille à la mouche
- 1990 : Rendez-vous au tas de sable de Didier Grousset
- 1990 : Un jeu d'enfant de Pascal Kane : la fille de la Belle Époque
- 1990 : Le Mari de la coiffeuse de Patrice Leconte : Madame Sheaffer
- 1991 : Mima de Philomène Esposito : Antonia
- 1991 : Delicatessen de Jean-Pierre Jeunet et Marc Caro : Madame Tapioca
- 1992 : Le Bal des casse-pieds d'Yves Robert : la femme chauffeur de taxi
- 1992 : IP5 : L'Île aux pachydermes de Jean-Jacques Beineix
- 1993 : Les Veufs de Max Fischer : la propriétaire du restaurant
- 1993 : Le Cahier volé de Christine Lipinska : Georgette
- 1993 : Germinal de Claude Berri : La Mouquette
- 1994 : Le Terminus de Rita de Filip Forgeau
- 1995 : Les Misérables de Claude Lelouch : une jeune femme juive
- 1995 : Le Grand Blanc de Lambaréné de Bassek Ba Kobhio : Berta
- 1998 : Les Boys 2 de Louis Saïa : Violette
- 1999 : La Fée Clochette d'Emmanuel Malherbe
- 2001 : La Boîte : Nina
- 2001 : D'Artagnan de Peter Hyams
- 2002 : Le Baiser de l'ours (Bear's Kiss) : Margarita
- 2003 : Travail d'Arabe de Christian Philibert : la conseillère
- 2003 : Les Gaous d'Igor Sékulic
- 2006 : Jacquou le Croquant : la chef lavandière
- 2012 : Ma bonne étoile d'Anne Fassio
- 2014 : À la vie de Jean-Jacques Zilbermann
- 2020 : Poly de Nicolas Vanier

### Télévision
- 1982 : Le juge est une femme, série télévisée
- 1990 : Le Déjeuner de Sousceyrac, téléfilm de Lazare Iglésis : Louise
- 1994 : Maigret, épisode Maigret et l'Écluse numéro 1 d'Olivier Schatzky : Berthe
- 1995 : Crime impuni, téléfilm de Péter Gárdos : Carlotta
- 2002 : La Vie devant nous, série télévisée de Vincenzo Marano : la voyante
- 2023 : Alphonse, série télévisée de Nicolas Bedos